# Frank Forde
Frank Forde (ur. 18 lipca 1890 w Mitchell, zm. 28 stycznia 1983 w Brisbane) – australijski polityk Partii Pracy, premier Australii w dniach od 6 lipca do 13 lipca 1945.

## Życiorys
W 1917 zdobył mandat senatora w senacie Queenslandu, a w 1922 został deputowanym w sejmie Australii. Po wygranych przez laburzystów wyborach w 1929 został wiceministrem ds. przemysłu i ceł, a przez kilka dni przed przegranymi przez laburzystów wyborach w 1931 pełnił funkcję ministra. Był jednym z niewielu laburzystowskich posłów którzy zostali wybrani w tych wyborach i w 1932 został zastępcą szefa gabinetu cieni.
Po powrocie laburzystów do władzy w 1941 Forde został ministrem ds. wojska w gabinecie Johna Curtina, po śmierci Curtina w 1945 ówczesny gubernator generalny książę Gloucester mianował go premierem Australii, ale nie udało mu się zdobyć kierownictwa partii i już tydzień później został zastąpiony jako premier przez Bena Chifleya.
Chifley mianował Forde’a wysokim komisarzem (ambasadorem) w Kanadzie, Forde pełnił tę funkcję do 1953. Rok później próbował zostać ponownie wybranym do parlamentu Australii, ale tym razem bez powodzenia. W 1955 został wybrany do parlamentu Queenslandu.
Po rozpadzie partii laburzystowskiej na dwie mniejsze partie w 1957 stracił miejsce w parlamencie. Forde zdecydował się wówczas opuścić życie polityczne, przeprowadził się do Brisbane, gdzie do końca życia poświęcił się pracy charytatywnej.